# The Legend and the Truth
The Legend and the Truth ist das zweite Album der deutschen Band Dezperadoz und das erste unter dem heutigen Namen, nachdem sich die Band auf dem Debütalbum „The Dawn of Dying“ aus dem Jahr 2000 noch Desperados nannte. Das Album erschien am 21. April 2006 über AFM Records.
Das Werk stellt ein Konzeptalbum über den historischen Revolverhelden und Sheriff Wyatt Earp dar und erzählt in den Liedern einzelne Stationen aus Earps Leben. Der Musikstil ist im Heavy-Metal-Bereich anzusiedeln und ist ferner von Einflüssen aus dem Southern Rock und von klassischen Western-Soundtracks beeinflusst.

## Geschichte
Nachdem das erste Desperados-Album im Jahr 2000 unter der Mitwirkung von Tom Angelripper eher Projektcharakter hatte, reaktivierte Alex Kraft 2006 die Band. Im Frühjahr wurden der neue Plattenvertrag mit AFM Records und der neue Bandname bekanntgegeben. Neben Bassist Alex Weigland und dem Schlagzeuger Sascha Tilger, der ebenso wie Kraft bei „Onkel Tom“ spielte, engagierte sich mit dem der von der Band Pink Cream 69 bekannten Dennis Ward ein weiterer prominenter Musiker bei der Band. Im Gegensatz zu seiner Stammband spielt Ward hier allerdings Gitarre statt Bass.
Für die Aufnahmen, die in Krafts eigenem Studio in Heidelberg stattfanden und von diesem und Ward gemischt wurden, konnten mit Michael Weikath, Tobias Sammet, Doro Pesch und Joacim Cans Mitglieder erfolgreicher Bands als Gäste eingeladen werden. Eine erneute Zusammenarbeit mit Tom Angelripper kam aber nur für den Bonustrack „Ring of Fire“, eine Coverversion von Johnny Cash, zu Stande.
Das Album wurde am 21. April 2006 als CD im Jewel Case veröffentlicht. Als Bonus war ein Aufkleber mit dem Bandlogo und dem Slogan „Western Metal that will shoot you down!“ enthalten. Das CD-Booklet enthält neben Danksagungen der Bandmitglieder in Form von Steckbriefen auch einen kurzen Abriss über die Lebensgeschichte von Wyatt Earp.
Im Anschluss an die Veröffentlichung ging die Band im Frühjahr 2006 im Vorprogramm von Axxis und Krokus auf Tournee durch Deutschland und die Schweiz.

## Titelliste
1. The Legend and the Truth (2:29)
2. Dust of History (4:47)
3. First Blood (5:10)
4. Dead Man Walkin’ (4:51)
5. Rawhide (2:23)
6. Tombstone (1:49)
7. Hellbilly Square (3:42)
8. March to Destiny (4:29)
9. OK Corral (4:45)
10. Shootout (0:49)
11. Look into the Barrel of My Gun (2:30)
12. Earp’s Vendetta (4:04)
13. Friends til the End (4:20)
14. Echoes of Eternity (4:09)
15. Alex (0:23)

Alle Lieder wurden von Alex Kraft komponiert. Einzige Ausnahme ist „Rawhide“, das von Ned Washington und Dimitri Tiomkin komponiert wurde.

## Inhalt der Lieder
- „The Legend and the Truth“ ist ein orchestrales Intro, das in Instrumentierung und Melodieführung stark an die Soundtracks von Ennio Morricone im Allgemeinen und speziell an „Spiel mir das Lied vom Tod“ angelehnt.
- „Dust of History“ ist eine Aufforderung an den Hörer, die vielen Legenden um Wyatt Earp zu ignorieren und sich stattdessen mit dem historischen Kern zu befassen.
- „First Blood“ wird mit einer gesprochenen Einleitung durch Earps Vater eröffnet, in der dieser seinem Sohn rät, im Zweifelsfall zur Waffe zu greifen und sich damit zur Wehr zu setzen. Entsprechend handelt das Lied von der ersten Tötung eines Menschen durch Earp. Einen Gastauftritt im Lied hat der Helloween-Gitarrist Michael Weikath.
- „Dead Man Walkin'“ beschreibt den Earps Verachtung gegen Alkohol sowie den Aufbruch von ihm und seiner Familie nach Westen.
- „Rawhide“ ist eine Coverversion des bekannten Liedes Ned Washington und Dimitri Tiomkin. Nach „Ghost Riders in the Sky“ (von Stan Jones auf dem Vorgängeralbum) ist dies bereits die zweite Coverversion auf einem Album der Band.
- „Tombstone“ ist ein Instrumentalstück für Akustikgitarre. Im einleitenden Dialog stellt Earp seine Begleitung in Form seines Bruders Virgil, Doc Holliday und Bat Masterson vor.
- „Hellbilly Square“ beschreibt die wachsenden Konflikte zwischen Cowboys und Earp.
- „March to Destiny“ ist den Ereignissen vor der Schießerei am O. K. Corral gewidmet und beschreibt den Entschluss Earps, sich auf dieser Ranch den Cowboys um die Gebrüder McLaurie und Billy Clanton entgegenzustellen. Mit diesem Ereignis, das am 26. Oktober 1881 stattfand, befassen sich auch das folgende Lied „OK Corral“ und das Instrumentalstück „Shootout“.
- „Look into the Barrel of My Gun“ thematisiert die Rachenahme an Virgil Earp am 28. Dezember 1881, die zu dessen Tod führte. Ebenso befasst sich „Earp's Vendetta“ mit dem Rachefeldzug vonseiten Earps.
- „Friends til the End“ beschreibt Earps Abschied vom schwer kranken Doc Holliday.
- „Echoes of Eternity“ ist kurz vor Earps Tod angesiedelt und lässt mit zahlreichen Samples und musikalischen Zitaten die gesamte Geschichte noch einmal Revue passieren.
- „Alex“ ist ein kurzes Instrumentalstück im Stil eines Filmabspanns, das bereits das Vorgängeralbum beendete.

## Rezeption
Bei der Plattenkritik traf das Album auf gute Reaktionen, die insbesondere die Mischung aus verschiedenen Stilelementen betonten:

„Das geniale Washington/Tiomkin-Cover „Rawhide“ verstärkt naturgemäß das eh schon total authentische Western-Feeling, ebenso wie das eine oder andere hörspielartige Zwischenspiel oder akustische Gitarrenstück („Tombstone“) und das total im Country-Stil gehaltene, tanzbare „Hellbilly Square“. [...] Eine coole, eigenständige und überzeugende Scheibe, die von Alpha bis Omega rockt!“

„Den Dezperadoz gelingt das Kunststück, absolut coole, mehr als partytaugliche Mucke auf "The Legend And The Truth" zu verbannen und gleichzeitig songwriterische Tiefe einzubauen. Was soll ich noch schreiben: Kaufen!“

„Nach stilvollem Intro wandeln die Dezperadoz mit viel Spaß in den Backen mal kräftig rockend, mal lässig bluesig auf den Spuren der Westernlegende Wyatt Earp. US-lastiger Hardrock à la Skid Row meets Morricone! Live funktioniert die Mischung sicher prächtig, und für die Westernfans in der Hardrock-Gemeinde geht ein Traum in Erfüllung.“